# Eric Lagergren
Eric Valdemar Lagergren, född 24 januari 1876 i Göteborgs Kristine församling, Göteborgs och Bohus län, död 1935 i Köpenhamn, var en svensk ingenjör och spårvägsdirektör.
Lagergren, som var son till handelsbokhållare August Wilhelm Lagergren och Julia Olivia Olsson Wahlgren, avlade studentexamen 1895 och utexaminerades därefter från Kungliga Tekniska högskolan. Han tjänstgjorde bland annat vid Union Elektricitäts-Gesellschaft och var därefter överingenjör vid Stockholms spårvägsanläggningar. Han rekryterades 1905 till Malmö som anläggningsingenjör för utbyggnaden och elektrifieringen av Malmö stads spårvägar. Han var direktör för nämnda trafikföretag 1907–1917, en period då betydande utbyggnader av linjenätet med bland annat Limhamnslinjen genomfördes. Under hans tid ägde också Baltiska utställningen rum (1914), varunder passagerarantalet steg kraftigt. Efter att ha lämnat denna befattning var han tjänsteman vid telegrafdirektoratet i Köpenhamn. Tillsammans med Arvid Törnblom författade han minnesskriften Malmö stads spårvägar (1908).
I yngre år var Lagergren i Göteborg verksam som konståkare på skridskor och tävlade först för Skridskosällskapet Bore och därefter Skridskosällskapet Norden. Han deltog med framgång i flera tävlingar, var  under flera år Göteborgs främste konståkare och en av Sveriges skickligaste på detta idrottsområde. Han tog SM-brons i Göteborg 1897.